# Abhijñānaśākuntalam

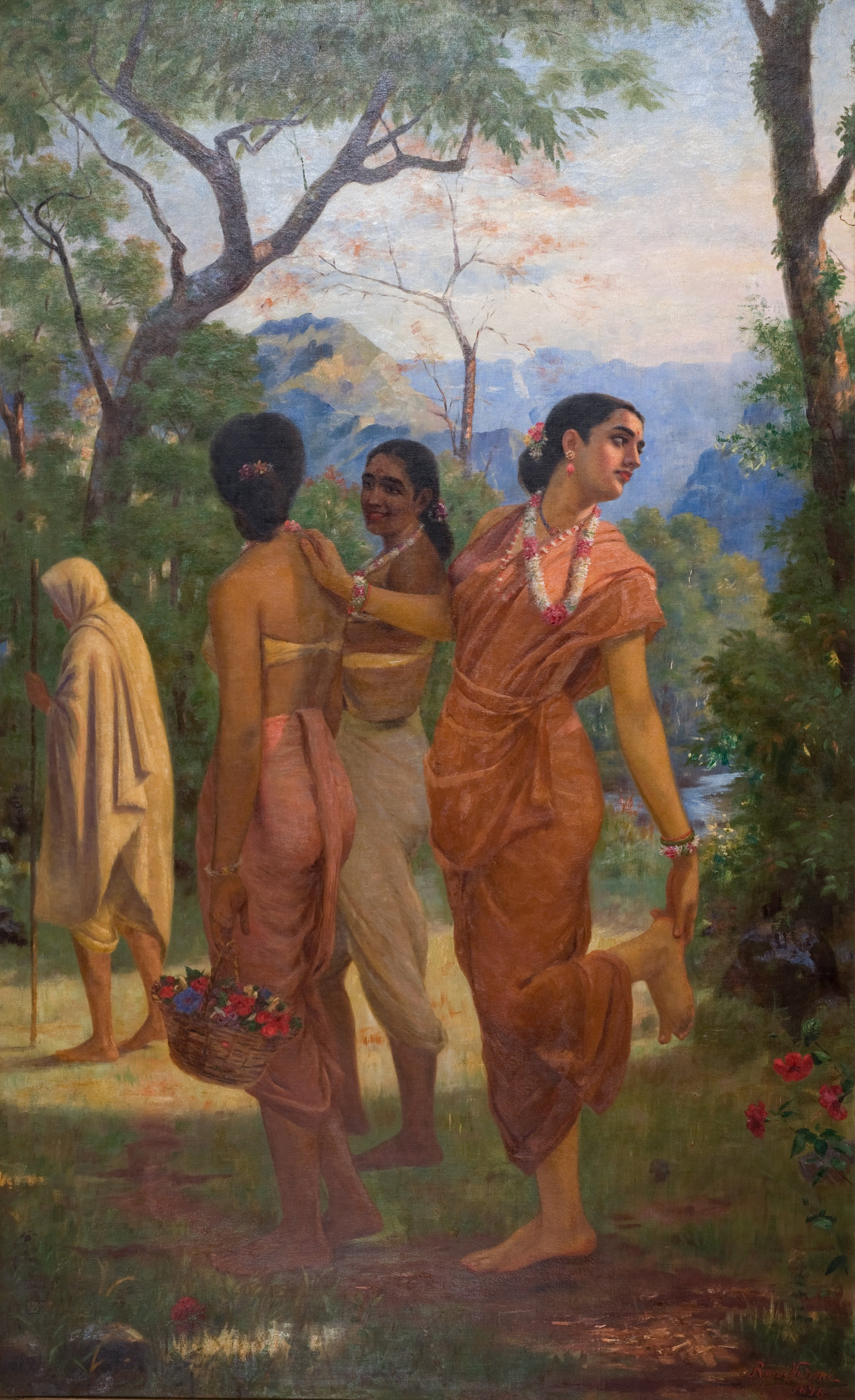
Shakùntala immortalata in una famosa scena dell'opera in cui, mentre fa finta di togliersi una spina dal piede, osserva di nascosto il suo amante, il re Dushyanta. Dipinto di Raja Ravi Varma.

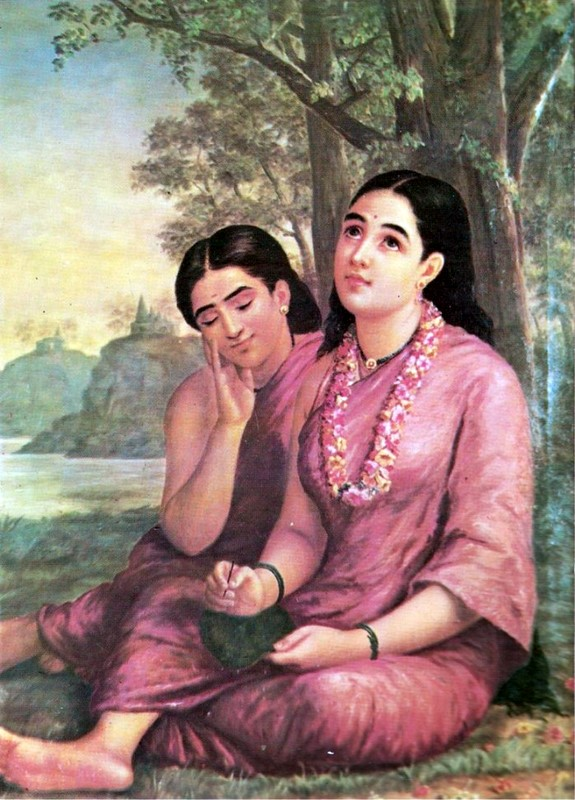
Shakuntala scrive a Dushyanta.
Dipinto di Raja Ravi Varma.

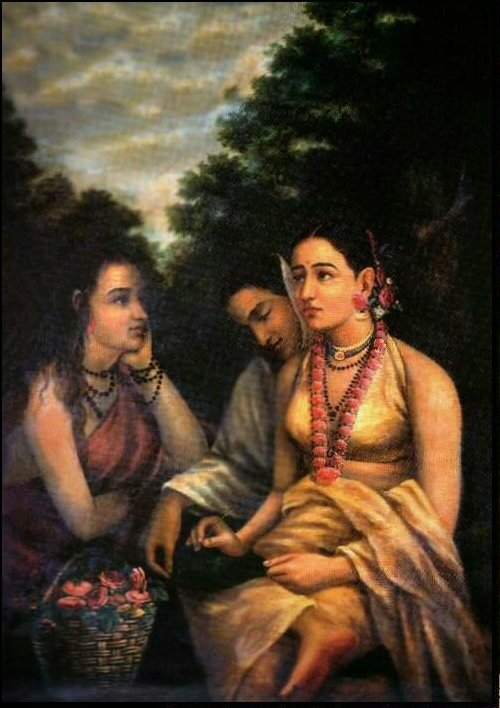
Shakuntala. Dipinto di Raja Ravi Varma.

Abhijñānashākuntala (o Abhijñānaśākuntalam, Devanagari: अभिज्ञान शाकुन्तलम्; in lingua italiana Il riconoscimento di Śakuntalā) è un noto dramma in sanscrito di Kālidāsa. La data della sua scrittura è incerta, ma Kalidasa è spesso citato nel periodo fra il I secolo ed il IV secolo.
Il nome dell'opera in sanscrito significa "relativi a abhi-jñâna-Śakuntalā", che significa "anello-riconosci-Śakuntalā", dove Shakùntala è il nome della protagonista; pertanto, la traduzione letterale può considerarsi Śakuntalā riconosciuta per mezzo di un anello.

## Trama
Anche se Kalidasa fece soltanto delle piccole modifiche alla storia, il dramma è elaborato su di un episodio del Mahābhārata. La protagonista è Shakuntala, figlia del saggio Vishwamitra e di una apsara, Menaka. Abbandonata alla nascita dai suoi genitori, Shakuntala venne allevata nello sperduto eremitaggio boschivo di Kanva, e crebbe come una fanciulla avvenente ma innocente.
Mentre Kanva e gli anziani dell'eremitaggio sono via per un pellegrinaggio, Dushyanta, re dei Hastinapura, è a caccia nella foresta e si imbatte nell'eremo. Egli è affascinato da Shakuntala, trova in lei uno stile regale, e la sposa. Egli la deve poi lasciare per tornare a prendersi cura degli affari nella capitale. Le dona un anello da presentare a lui quando andrà alla sua corte e potrà quindi rivendicare il suo ruolo di regina.
Il saggio Durvasa giunge all'eremitaggio mentre Shakuntala è presa dalle sue fantasie, così che non lo fa entrare; lui la maledice urlando che Dushyanta dimenticherà la sua esistenza. L'unica possibilità è per Shakuntala mostrare l'anello con castone che il re le ha donato.
Dopo qualche tempo ella si mette in viaggio per incontrare il re, e deve attraversare un fiume. Qui perde l'anello quando immerge la mano nell'acqua giocosamente. Al suo arrivo, il re rifiuta di riconoscerla. Shakuntala viene abbandonata dalle sue compagne, che fanno ritorno all'eremo.
Fortunatamente l'anello viene scoperto da un pescatore nel ventre di un pesce e Dushyanta comprende il suo errore. Dushyanta sconfigge un esercito di Titani ed è premiato da Indra con un viaggio attraverso il cielo indù. Tornato a Terra dopo anni ritrova per caso Shakuntala e il loro figlio e li riconosce.

## Adattamenti
In altre versioni, specialmente in quella originale tratta dal Mahābhārata, Shakuntala non si riunisce al re prima della nascita del figlio Bharata, trovato dal re mentre gioca con i leoni. Bharata è un avo di Kauravas e Pandavas, che combattono la sanguinosa guerra del Mahabharata. Comunque la versione di Kalidasa è considerata oggi come la più attendibile.

## Traduzioni
L'opera è stata la prima in lingua indiana ad essere tradotta in una lingua occidentale, da Sir William Jones nel 1789. Nei successivi cento anni, vi furono almeno 46 traduzioni in dodici diverse lingue europee.
Traduzioni in lingua inglese:
- Sacontalá or The Fatal Ring: an Indian drama (1789) di Sir William Jones Da columbia.edu
- Śakoontalá or The Lost Ring: an Indian drama (1855) di Sir Monier Monier-Williams Da gutenberg.org
- Translations of Shakuntala and Other Works (1914) di Arthur W. Ryder Da gutenberg.org

Traduzioni in lingua italiana, con delle diverse convenzioni ortografiche nella romanizzazione:
Sacontala ossia l’anello fatale. Dramma tradotto dalla lingua orientale sanskrt nell’idioma inglese dal signor William Jones indi dall’Inglese al Francese dal signor A. Bruguière. Ultimamente dal Francese in Italiano da Luigi Doria, professore di Lingua Italiana in Darmstadt (1815), trad. di Luigi Doria.
Teatro di Calidasa (1871), trad. di Antonio Marazzi, ed. Salvi.
Versioni indiane (1873), trad. di Osvaldo Perini, ed. Noris.
Çakuntalā di Kālidāsa (1928), trad. di Umberto Morsa, ed. Carabba.
Sacuntala (1939), trad di Riccardo Nobile, ed. Loffredo.
Kālidāsa (1946), trad. di Michele Kerbaker e Vittore Pisani, ed. Garzanti.
Šakuntala riconosciuta. Dramma in sette atti (1982) di Moreno Morani, ed. Mondadori.
Il riconoscimento di Sakuntala (Abhijñanasakuntala) (1993) di Vincenzina Mazzarino, ed. Adelphi.

## Titoli
I manoscritti differiscono nella grafia esatta del titolo. Varianti comuni sono Abhijñānaśakuntalā, Abhijñānaśākuntala, Abhijñānaśakuntalam e Abhijñānaśākuntalam.

## Adattamenti musicali
- Franco Alfano compose un'opera, La leggenda di Sakùntala nella sua prima versione del (1921) e semplicemente Sakùntala nella seconda versione (1952).
- Il musicista norvegese Amethystium scrisse una canzone chiamata Garden of Sakuntala che è possibile trovare nell'album Aphelion.
- Secondo Philip Lutgendorf, il film Ram Teri Ganga Maili racconta la storia di Shakuntala.